# Cinemax
是美國一家付費有線及衛星電視網，由華納媒體影視集團旗下的家庭票房公司負責運營。Cinemax是作為其母公司旗艦電視網家庭票房電視網（HBO）的補充，其頻道定位是付費電視中的“頂級付費（Maxi-Pay）”頻道。Cinemax於1980年8月1日正式開播，起初頻道主要播出當時正在熱映的首輪電影及經典電影。目前，Cinemax播出的內容大多以首輪院線或二輪院線上映的劇情長片為主，同時還會補充一些由Cinemax自製的原創動作片以及紀錄片和電影製作幕後的花絮特別節目。
1991年8月，Cinemax與HBO一起成為美國境內最早提供互補型多路複用頻道服務付費電視商。Cinemax一共運營著8個24小時播出的線性多路複用頻道和一個傳統的付費點播平台（Cinemax On Demand），以及在串流媒體平台TV Everywhere上的一個線性電視訂閱源（Cinemax Go）。而在數字平台上，雖然上還不能收看Cinemax旗下的線性頻道；但是卻可以在OTT多頻道電視節目服務商和包括隨選即付服務在內的串流媒體訂閱服務商來收看，這其中就包括蘋果電視頻道、亞馬遜視頻頻道和Roku等。串流媒體訂閱服務有點類似隨選視訊點播庫；而OTT直播信號源則只包括Cinemax期間頻道的美東版和美西版，但亞馬遜影片服務的信號源則還包括另外7個頻道的美東版。
Cinemax的運營部門與HBO一起都在位於紐約市曼哈頓西城哈德逊城市广场30号的華納媒體總部內。截止2018年9月，Cinemax的節目已經可以覆蓋全美約2,173.6萬訂閱了多頻道電視服務的美國家庭；而其中約有2,128.4萬美國家庭至少訂閱了Cinemax的旗艦頻道。

## 旗下頻道

### 頻道列表
根據美國各地平台服務商的不同，Cinemax最多可以提供8條24小時播出的多路複用頻道； 並且這些頻道都是同步採用標清畫質和高清畫質兩個信號源播出。這些頻道還可以根據用戶所在地提供指定時區的頻道信號源，以及隨選視訊訂閱服務（Cinemax on Demand）。無線電視平台的Cinemax旗下各頻道每個月會有一次長達30分鐘到2小時的維護時段，這個維護時段通常是在凌晨或清晨時段，但一般會在規定的廣播日開播時間6點之前結束。
Cinemax會根據美國東部時間和太平洋時間來編排旗下各頻道的節目表，因此Cinemax會提供美東版與美西版兩套打包的頻道信號源。正因為如此，美國兩個不同地區的Cinemax觀眾收看同個頻道相同節目的時間可能會相差3個小時。而Cinemax的重播頻道信號源通常會按相反時區提供，例如將美東版的重播信號源提供給太平洋時區、山地時區及阿拉斯加時區的觀眾；而將美西版的重播信號源提供給美國東部時區及美國中部時區的觀眾。不過觀眾在重播服務頻道只能收看在本地信號源該節目首播三小時內的重播或最多收看四小時內不限節目的重播內容。
美國大多數有線電視、衛星電視及IP電視服務商以及Apple TV、Amazon Prime Video、Roku等OTT服務商都只提供Cinemax主頻道的美東及美西版信號源；而某些地區的常規無線電視服務商可能會在美國山地地區提供MoreMax頻道的美西版信號源；但其他5個頻道的美西版信號源則只有在DirecTV、YouTube TV、Hulu等直播電視服務商處有提供。
| 頻道名  | 備註 |
| ------- | --- |
|         | Cinemax的旗艦頻道，以播出大片電影、首輪電影、精選電影及少量原創節目為主。 每週六晚十點檔的“週六看這個”單元裡會首映一部大片，通常該片距離院線首映只有8個月到12個月的間隔； 而每週日到週四的晚間十點檔則會播出劇情長片；週五晚十點檔則會播出Cinemax的原創動作片。 |
|         | MoreMax開播於1991年1月，最初是一個與Cinemax頻道風格類似但是節目編排時間有所不同的次要頻道。 現在MoreMax頻道以播出非美國電影、獨立電影及藝術電影為主。每晚九點檔，MoreMax會播出一部劇情長片。 在1998年之前，MoreMax曾使用Cinemax 2頻道名。 |
|         | 5StarMax於2001年5月17日開播。 5StarMax主要以播出現當代經典電影為主，這包括獲獎電影及影史上的經典作品。 5StarMax會在每晚9點檔播出一部劇情長片。 5StarMax同時也是Cinemax系列頻道中唯一不播出“Max After Drak”內容的頻道。 |
|         | ActionMax以播出動作片為主，這包括大片、戰爭片、西部片、功夫片、恐怖片和冒險片。 ActionMax在每晚黃金時段有個電影劇場名為“英雄8點檔”，以播出動作劇情長片為主。 在1995年到1998年期間，該頻道也使用過Cinemax 3頻道名。 |
| 也稱 或 | Cinemáx是採用西班牙語同步聯播Cinemax節目的頻道，以播出西語配音的好萊塢電影及Cinemax原創劇集為主。 事實上，Cinemax的旗艦頻道與其他頻道現已都在副音軌上提供了西班牙語服務。 頻道於2001年5月17日開播，定名為@MAX。以播出當代電影及有著典範態度或獨特見解的電影內容為主，針對18歲到34歲的年輕人。 頻道改版自目前定位後，曾在2013年6月1日到2015年4月1日使用MaxLatino的頻道名並歸屬於HBO電視網旗下。 |
|         | MovieMax主要是面向18歲到34歲的年輕人而推出，以播出受年輕觀眾喜愛的電影作品為主。 頻道在2001年5月17日開播時取名WMax，主要面向女性觀眾並以播出電視劇及懸疑片和經典愛情片為主。 而在2013年6月到2015年1月期間，該頻道被改版為面向家庭播出的閤家歡類型電影頻道。 |
|         | 2001年5月17日開播，以播出科幻、恐怖和奇幻電影為主。 該頻道擁有一個深夜電影檔“墓地時段”，專門在午夜播出科幻片或恐怖片。 |
|         | 1998年開播，以播出神秘、懸疑、恐怖和驚悚類型電影為主。 其在黃金時段擁有一個名為“十點來襲”的電影劇場，以播出神秘片、懸疑片或恐怖片。 |

## 外部鏈接
- 官方网站（英文）